# 托尔特方丹
托尔特方丹（法語：Tortefontaine，法語發音：[tɔʁtəfɔ̃tɛn]）是法国上法蘭西大區加来海峡省的一个市镇，属于蒙特勒伊区。

## 地名
“方丹”（Fontaines）意为“泉”。法语地名通名在“枫丹白露”（Fontainebleau）等少数拥有传统译名的地名中译作“枫丹”，不过在《世界地名翻译大辞典》、《世界地名译名词典》和《法国地图册》等主流地名译名类书籍资料中多译作“方丹”。

## 地理
托尔特方丹（50°19'19"N, 1°55'14"E）面积11.81 平方千米，位于法国上法蘭西大區加来海峡省，该省份为法国北部沿海省份，西北濒北海，南至索姆省，东临北部省。
与托尔特方丹接壤的市镇（或旧市镇、城区）包括：古伊圣安德烈、杜里耶、穆里耶、欧蒂河畔栋皮埃尔、蓬什埃斯特吕瓦勒。
托尔特方丹的时区为UTC+01:00、UTC+02:00（夏令时）。

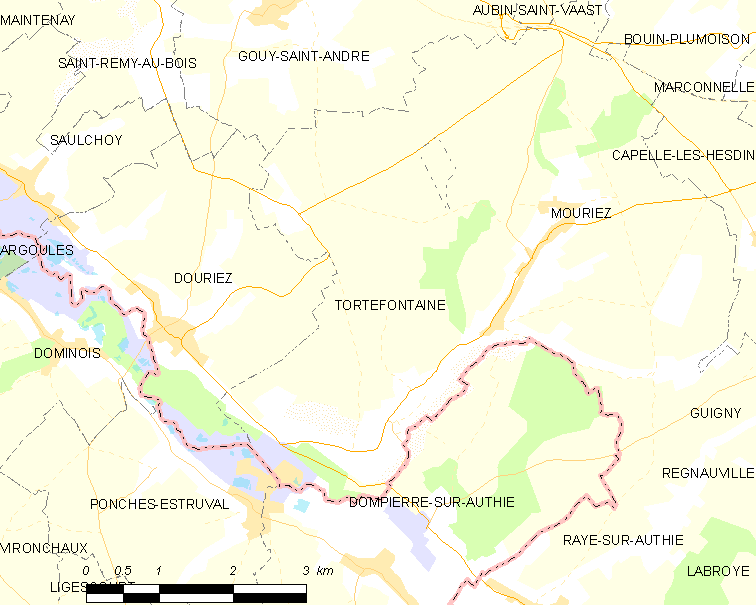
托尔特方丹的OSM定位图

## 行政
托尔特方丹的邮政编码为62140，INSEE市镇编码为62824。

## 政治
托尔特方丹所属的省级选区为欧克西堡县。

## 人口

1962-2008年间托尔特方丹人口变化图示

托尔特方丹于2022年1月1日时的人口数量为232人。